# 平环桥
平环桥，有指曾名为太玉桥，当地居民俗称为“拱桥头”，位于中国浙江省玉环市沙门镇白岭下村，是一座古桥，为玉环市文物保护单位之一。平环桥重建于1878年（清朝光绪四年），始建时间不详，曾是来往玉环和温岭（古称太平）的必经之路。

## 历史
平环桥桥上有刻着“大清光绪四年重造”的字样，可见此桥重建于1878年（清朝光绪四年），不过始建时间不详。根据玉环民间传说，此桥建造开支由附近几个村庄的民众承担，民众大多乐意义务协助修筑工程，并会轮流设宴款待工匠，以示尊敬。之所以得名“平环桥”，是因为此桥横跨温岭（古称太平）和玉环的交界溪流，连接两地。由于《玉环厅志·玉环舆地志·叙水》曾提及一座地理位置与平环桥重合、但名为“太玉桥”的桥梁，加上太平和玉环在古代分别简称为“太”和“玉”，报章《今日玉环》推论平环桥曾名为“太玉桥”。另外，据《玉环厅志》记载，当地居民常称平环桥为“拱桥头”。
在古代，平环桥是来往玉环和温岭的必经之路，若不经此桥，就只得踩着溪上几排石頭跃过，故它被视为唯一安全的要道。两地民众靠平环桥满足交通和经商需要，故人潮往来频繁。每逢夏天晚上，有些居民会带着草席到平环桥纳凉，躺着桥上睡觉，自称为“睡在两府中”（因玉环和温岭当时分别隶属于温州府和台州府）。到了现代，玉环和温岭之间兴建了公路，平环桥不再是必经之路，变得人迹罕至，逐渐荒废。

## 保护和研究
文化大革命期间，平环桥遭到破坏，桥上石栏杆、栏板、石狮子被拆毁并推入河中。2004年3月，玉环县文物管理委员会（现称玉环县历史文化遗产保护管理委员会）把平环桥列入县级文物保护点。玉环文物部门其后在2008年下半年派员到平环桥，进行文物普查工作。2016年8月24日，玉环政府公布第四批县级文物保护单位，平环桥榜上有名。2019年9月，玉环市文化和广电旅游体育局又公布了平环桥的保护范围和建设控制地带。保护范围为自桥体轮廓向外扩展划定范围线：东南面距桥约8米；东北面距桥约10米；西南面以河道西南侧岸线为界；西北面距桥约13米。建控地带则在保护范围线的基础上再向外扩展划定范围线。东南面距保护范围约13米；东北面距保护范围约19米；西南面距保护范围约12米；西北面距保护范围约13米。
虽然平环桥如今已不再是交通要道，但具有研究价值，有助学者研究玉环一带的古代造桥工艺。

## 结构
平环桥为单孔拱桥，桥下可供船只通过。此桥桥身通长9.38米，跨径总长近7米，净跨径为5.8米，宽2.95米，拱圈有两层；桥身较薄，最薄处的厚度约为0.35米。平环桥以石材建成，用上了超过三十块石板和条石，石料表面平整、衔接紧密，桥面镶边条石以铁耙钉固定。桥边有拴船石，为凿有方孔之石块。桥面两边本来有石栏杆和栏板，栏杆柱头有石狮子雕塑，不过这些结构全都已经被毁，此后桥上没有护栏。